# Remição da pena
Remição de pena é, no direito penal, o abatimento dos dias e horas trabalhadas do preso que cumpre pena em regime fechado ou semiaberto, diminuindo, dessa forma, a condenação a qual ele foi sentenciado. Esse tempo remido contará para seu livramento condicional.

No Brasil, este é um dos direitos assegurados na Lei de Execução Penal conforme os Artigos 31 e 41 II - Lei 7210/84, servindo, assim, para diminuição da pena de prisão. Conforme pesquisa de Eduardo Lins Cavalcante, na Universidade Estadual do Piauí, e apresentada em seminário internacional em Minas Gerais, a remição da pena "se trata de um contrato entre o Estado Punidor e O Encarcerado, pelo qual este recebe de volta sua liberdade em troca de contribuir, direta ou difusamente, com a sociedade, outrora lesada por seus crimes". Na pesquisa acadêmica "A POSSÍVEL NATUREZA CONTRATUAL DA REMIÇÃO DA PENA BRASILEIRA: análise como estipulação em favor da sociedade", apresentou o seguinte conceito:
A remição da pena se trata de um contrato existencial, com possíveis efeitos patrimoniais acessórios, decorrente da solidariedade constitucional e do monopólio da jurisdição penal, estipulado a um apenado em situação individualizada ou individualizável, quem se obriga por livre e espontânea vontade a, mediante trabalho ou estudo, empregar esforços para restituir (ou repor) bens jurídicos materiais ou imateriais em benefício da sociedade, recebendo como principal a mitigação de sua segregação e, como acessório, possíveis pagamentos a que faça jus, a fim de se evitar o enriquecimento ilícito da Administração Pública.

Segundo Eduardo Lins Cavalcante, ainda, a remição da pena é o "instituto do nosso ordenamento jurídico que trabalha em busca de acordo para recompor a relação social rompida pelo crime”. A Universidade Estadual do Piauí noticiou que a pesquisa se destacou "pela originalidade e pela profundidade na abordagem do tema", tendo realizado pesquisas históricas e internacionais. 